# Fourmilier
Vermilingua
Pour les articles homonymes, voir Fourmilier (homonymie).
Sous-ordre
Familles de rang inférieur
Les fourmiliers sont des mammifères xénarthres représentés par les quatre espèces du sous-ordre des Vermilingua et connus pour leur myrmécophagie et leur termitophagie. Les fourmiliers forment avec les paresseux l'ordre Pilosa.
Ce sont le fourmilier géant ou grand tamanoir (Myrmecophaga tridactyla), mesurant environ 1,9 m de long (avec la queue) ; les tamanduas ou tamandous (Tamandua tetradactyla, T. mexicana), mesurant 90 cm en longueur ; et le Myrmidon (Cyclopes didactylus), petit fourmilier arboricole de 35 cm de long.

## Physiologie
Le plus grand représentant du groupe est le fourmilier géant ou grand tamanoir (Myrmecophaga tridactyla), un animal mesurant 1,2 m en longueur, sans la queue, et 60 cm de haut. Il possède un long et fin museau et une grande queue touffue. Sa couleur prédominante est le gris, avec une large bande noire, bordée de blanc, commençant au buste, et passant obliquement au-dessus de l'épaule, diminuant graduellement en largeur au fur et à mesure qu'elle s'approche des reins, où elle se termine en un point. Les grands fourmiliers sont parfois  confondus avec des ours à cause de leur fourrure et de leurs griffes. En espagnol, on parle d’oso hormiguero, littéralement, ours fourmilier.
Il est réparti de manière extensive en Amérique du Sud et centrale, fréquentant les basses savanes humides, le long des berges, et dans la profondeur des forêts humides, mais nulle part abondant.
Les deux fourmiliers du genre Tamandua, Tamandua du Sud (Tamandua tetradactyla) et le tamandua du Mexique (Tamandua mexicana), sont plus petits que le fourmilier géant, et diffèrent essentiellement de celui-ci, du fait qu'ils sont principalement arboricoles. Ils sont présents dans les forêts primaires denses d'Amérique du Sud et centrale. Ils sont généralement blanc-jaunâtre, avec une large bande latérale, couvrant quasiment tout le côté du corps.
Le myrmidon (Cyclopes didactylus) est originaire des régions les plus chaudes d'Amérique tropicale. De la taille d'un rat, il est exclusivement arboricole.

## Alimentation
Le fourmilier mange surtout des fourmis, mais il aime aussi des termites et d'autres insectes comme les coccinelles. Il est estimé qu'un fourmilier mange environ 30 000 fourmis par jour. 

## Classification
Ordre Pilosa
- Sous-ordre Folivora (paresseux)
- Sous-ordre Vermilingua
  - Famille Cyclopedidae
    - Genre Cyclopes
      - Myrmidon (Cyclopes didactylus)

  - Famille Myrmecophagidae
    - Genre Myrmecophaga
      - Fourmilier géant (Myrmecophaga tridactyla)

    - Genus Tamandua
      - Tamandua du Mexique (Tamandua mexicana)
      - Tamandua du Sud (Tamandua tetradactyla)